# 大肚溪橋
臺鐵大肚溪橋是位於台灣臺中市與彰化縣間烏溪上的一座鐵路橋樑，連接彰化車站、追分車站與成功車站，現役第三代橋（雙座）於1988年2月4日全線通車營運。

## 歷史與設計

### 第一代橋
1895年日本統治台灣後，除了改建原北部的清代鐵路以外，並自1899年起由南、北兩端建設縱貫線，南部路線從打狗往北鋪設，1905年3月26日通車到彰化，而彰化以北跨越現在大肚溪（烏溪）的大肚溪橋，則在前一年（1904年）10月開工，1905年8月20日竣工:419，同年8月24日開通營業列車:421。
第一代大肚溪橋為單線鐵路橋，全長1,929.3呎（約588公尺），橋梁上部設計為南北兩段跨度70呎上承式鋼鈑梁橋各8孔與5孔、中段跨度150呎下承式普拉特式（Pratt式）平行弦穿式桁梁橋6孔，桁梁當中4孔由美國進口，餘2孔桁梁及其他鋼鈑梁由美國進口材料，交由大阪汽車製造合資會社與臺灣總督府鐵道部台北工場製作:419。
另橋梁下部結構，6孔桁梁下方的7座橋墩採用橢圓形大型沉箱基礎，外圍以粗石塊圍繞，但可能受到日俄戰爭時局必須趕工的影響，沉箱只有下沉20至25呎（約6.1至7.6公尺）；鋼鈑梁區的11座橋墩，部分採用小型沉箱基礎、部分則採用松木樁基礎，而河床上方墩體則以紅磚疊砌成矩形，邊緣輔以粗石，迎水面有分水尖設計:419。

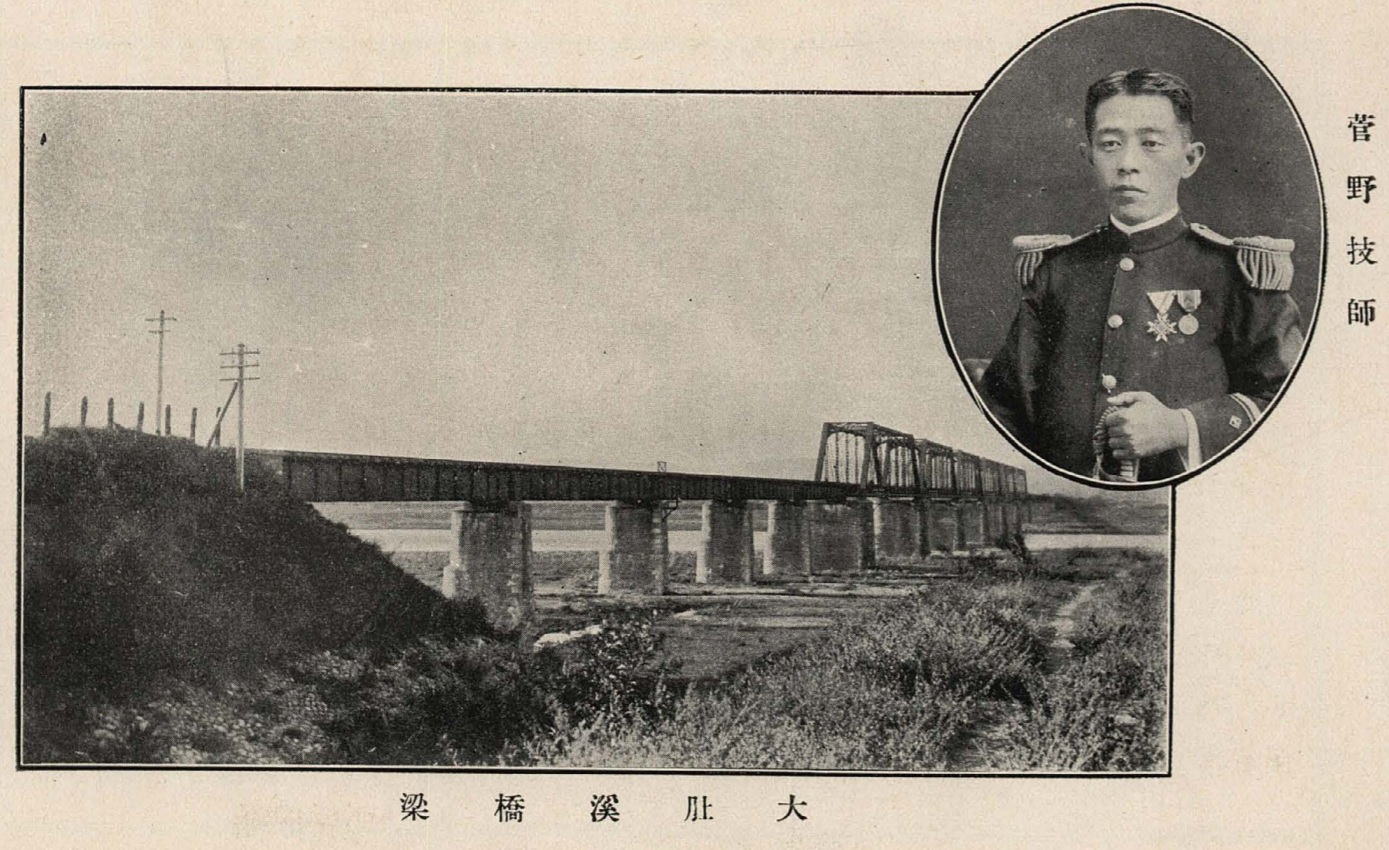
大肚溪北岸望向第一代大肚溪橋，橋型為上承式鈑梁與下承式桁梁。

第一代橋因受到日俄戰爭俄國波羅的海艦隊即將東來之因素，工期被壓縮到只有8個月，遇上雨季仍須趕築，且在完工前的1905年5月15日，已先在本橋的下游側完成臨時軌便橋，連接烏溪北岸的輕便台車線，通到葫蘆墩。

### 第二代橋
海線鐵路竹南～王田停車場（今成功車站西側）間全線於1922年10月11日通車時，列車往返海線鐵路與彰化驛之間，仍行駛單線的第一代大肚溪橋。臺灣總督府鐵道部後續於第一代橋下游側（西側）中心線相距15.24公尺處新建單線的第二代大肚溪橋做為複線鐵路橋，1924年完工，1925年4月17日由鐵道部監督課長小山三郎完成第二代橋試運轉，推測二代橋隨後配合列車時刻改點，於1925年4月下旬至5月1日間通車營運，做為海線鐵路的大肚溪橋，而原一代橋則做為山線鐵路大肚溪橋。
第二代大肚溪橋設計興建時，為了不影響水流，採用與第一代橋完全相同的跨度安排，且上部結構與第一代橋同樣式，即南北兩段為跨度70呎上承式鋼鈑梁各8孔與5孔、中段跨度150呎下承式平行弦桁梁6孔。下部結構主跨桁梁橋的橋墩為橢圓形混凝土沉箱基礎，長短徑分別為8.5及4.3公尺、深7～9公尺，其他各墩為直徑4.3公尺圓形混凝土沉箱基礎、深6～8公尺，而河床上方墩體亦局部使用混凝土磚結構。

### 災害復舊及改良
- 1929年8月12日，橋下溪水暴漲，第二代大肚溪橋(海線橋)橋墩傾斜，列車改由山線鐵路王田驛（今成功車站）轉第一代大肚溪橋(山線橋)行駛[12][13][註 1]。
- 1932年7月下旬，豪雨成災，二代橋(海線橋)第10號橋墩被沖斜，高低差2尺，海線鐵路交通中斷，列車暫改用一代橋(山線橋)單線雙向運轉[14][15][註 1]。
- 1947年5月（或6月），洪水沖毀大肚溪橋鋼梁，流失的鋼梁順流而下撞倒下游側縱貫公路第一代大度橋19號橋墩，2孔鋼桁梁落水[16][17]。
- 1949年6月，第一代橋(山線橋)、第二代橋(海線橋)修復完成，兩橋均為跨度22.25公尺（部分22.15公尺）上承式鋼鈑梁13孔、中間跨度46.9或46.3公尺桁梁6孔，橋長分別為588及585公尺[18][19]。

#### 八七水災
- 1959年8月7日，艾倫颱風將東沙島附近熱帶性低氣壓引進臺灣中南部，強大西南氣流壟罩，短時間降雨量急驟，導致烏溪的洪水沖毀第一及第二代大肚溪橋，縱貫鐵路交通中斷，其中第二代橋(海線橋)橋墩損毀或損傷11座、鋼鈑梁沖失10孔，桁梁略有損壞，南北橋台路基流失；另第一代橋(山線橋)毀損更為嚴重，臺灣鐵路管理局及有關單位災後決定先搶通損傷較輕的二代橋(海線橋)[20][21]。
  - 8月12日起，中華民國國軍駐軍開始修復第二代橋(海線橋)，民間及中華民國經濟部機械工程處協力，臺鐵局鋼梁廠則趕製鋼鈑梁[21]。
  - 9月1日（？），中華民國總統蔣中正在縱貫公路第一代大度橋上視察鐵路大肚溪橋搶修情形[22]。
  - 9月8日，第二代橋(海線橋)修復完竣，上午6時DT650型機車試運轉，8時35分[a]南下33次普通列車（新竹→高雄）通過，自此縱貫鐵路全通[21][23][24]。
  - 11月底，第一代橋(山線橋)復舊重建開工，工程包含南段重建橋墩9座、橋台1座、RC沉箱11個，由協成營造廠周清泰承包；北段重建橋墩5座、橋台1座、RC沉箱15個、加固橋墩2座，由正三營造廠吳淵泉承攬。為配合水利工程，重建後橋梁增長111.5公尺（南段延建4孔、北段延建1孔），南北兩段合計跨度22.3公尺18孔上承式鋼鈑梁、中間跨度46.9公尺6孔下承式桁梁，全長704公尺[18][19][25][26][27]。
- 1960年4月4日8時以後，第一代橋(山線橋)復舊完工通車，南下35次普通列車（新竹→高雄）及113次普通列車（臺中→彰化）先後通過。同日第二代橋(海線橋)封閉，進行延建工程[26]。
  - 4月6日，臺灣鐵路管理局局長莫衡視察大肚溪橋復舊工程[28]。
  - 6月26日，第二代橋(海線橋)延建工程竣工，亦為南段延建4孔、北段延建1孔，合計18孔跨度22.3公尺上承式鋼鈑梁與中間6孔跨度46.9公尺下承式桁梁，橋長增為704公尺[18][19]。
  - 6月27日中午，第二代橋(海線橋)通車，北上98次列車（彰化→竹南）通過，但行車保安設備暫未裝設。
  - 6月29日，第一代橋(山線橋)暫時封鎖，撤除橋梁南北兩端臨時梁，填補路基與鋪軌，下午7時連同二代橋(海線橋)完成設置行車保安設備後，雙線正式復通[29][30][31]。
  - 7月22日晨，南下91次普通列車（大甲→彰化）行駛至二代橋(海線橋)橋頭時，CT257號機車出軌，交通中斷4小時，經研判可能為重建二代橋(海線橋)時填土未壓實且地勢較低所致[32]。

#### 八一水災
- 1960年8月1日下午，受雪莉颱風帶來豪雨引起八一水災，第一及第二代大肚溪橋又遭沖毀，計沖毀7孔鋼梁、5至6座橋墩，縱貫鐵路交通再次中斷[33][34][35][36]。
  - 8月22日，受損較輕的第二代橋(海線橋)搶修完成，上午10時40分南下21次普通列車通過，自此縱貫鐵路跨越烏溪路段暫以二代橋(海線橋)單線雙向運轉，臺鐵局並在橋梁兩端設置號誌站。二代橋修復初期，行車速度限制35kph[37][38][39]。
  - 9月11日，第二代橋(海線橋)解除速限[40]。
  - 10月18日，第一代橋(山線橋)復舊工程開工，元順營造廠承包[41]。
  - 12月29日，第一代橋(山線橋)修竣通車[42]。

### 鐵路電氣化
1978年6月1日，包含第一、第二代大肚溪橋在內的新竹～彰化間（經海線鐵路）、台中～彰化間、追分=成功間鐵路完成電氣化接電試車，本橋增設電車線電桿等設備，同年6月7日通車營運。

### 第三代橋（現役）
截止1980年代時期，多數臺灣鐵路橋梁仍是建造於日本時代，許多已不符設計或載重標準，加以長年受河流沖刷，使橋墩覆土更淺，危及橋梁與行車安全，甚而發生橋梁遭洪水沖毀導致路線中斷之事故，因此，臺鐵局決定改建這些老舊橋梁。該局計畫重建的橋梁，除了已重建完成、或已局部改建、或將來另有重大路線工程計畫需配合重建者之外，計羅列出29座橋梁，分別納入「五大橋梁重建工程」及「鐵路沿線老舊橋梁重建工程」兩項計畫。而本橋的重建，屬於「五大橋梁重建工程」項目，為第三代大肚溪橋。
第三代橋建造於原第二代橋下游側（西側）20公尺處，橋位抬高2公尺，主橋為海線鐵路、山線鐵路各1座雙線橋梁並列，均為25孔32.1公尺之上承式預力梁橋，全長802.5公尺，於1987年完工。而為了配合新橋橋位，追分車站、成功車站往彰化車站方向以及成功＝追分之間的成追線等路線均配合改線。
第三代大肚溪橋完工後，新舊路線切換分四階段辦理：
- 第一階段：1987年8月10日切換下游側的海線橋（東正線）通車，原第二代橋(海線橋)停用。
- 第二階段：1987年9月12日切換新成追線（位於舊線北側[50]）。
- 第三階段：1987年12月15日切換行駛山線橋的西正線。
- 第四階段：1988年2月4日切換山線橋的東正線通車，烏溪兩岸山線鐵路完成雙線化。

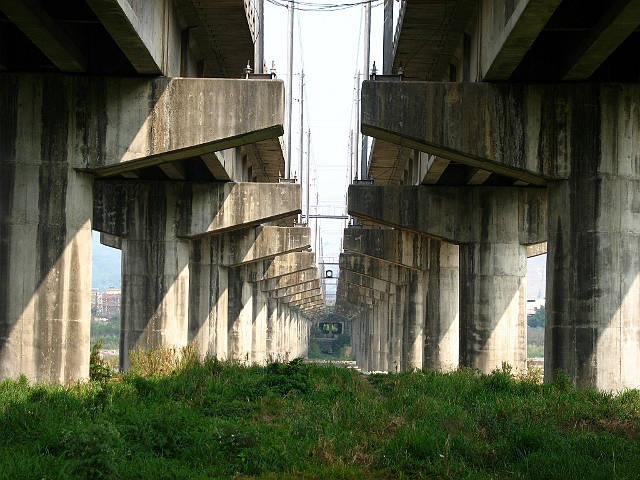
大肚溪橋為海線（圖左）、山線（圖右）各1座雙線橋並列。

第三代橋1988年2月4日全線啟用後，舊的第一、第二代橋陸續拆除鋼梁，但舊橋墩或沉箱則長期矗立在河床上，直到2010年始拆除殆盡。
第三代橋橋面鋪設傳統道碴式軌道，東側山線橋為複線鐵路橋、西側海線橋雖設計為複線鐵路橋，但只鋪設東正線，直到2004年4月，才鋪設西正線（採用無道碴之彈性基鈑軌道），完成大肚溪橋4線行車。